# Labium hobartense
Labium hobartense là một loài tò vò trong họ Ichneumonidae.